# Fotograf śmierci
Fotograf śmierci (węg. Post Mortem) – węgierski horror z 2020 roku w reżyserii Pétera Bergendyego. Film został zgłoszony jako oficjalny węgierski kandydat do Oscara w kategorii najlepszego filmu nieanglojęzycznego; ostatecznie jednak nie zdobył nominacji.

## Fabuła
Sześć miesięcy po Wielkiej Wojnie niemiecki żołnierz Thomas osiada się na Węgrzech pracując z zaprzyjaźnionym starym weteranem na wędrownych jarmarkach jako fotograf ludzi, którzy chcą zrobić sobie ostatnie zdjęcie razem z bliskimi, którzy zmarli na hiszpankę. Podczas jednego z nich 10-letnia Anna prosi o zlecenie zdjęć zmarłych w jej wiosce, których nie można pochować z powodu zamarzniętej ziemi. Thomas zdziwiony jest, gdyż dziewczynka wygląda jak zjawa z wizji, którą miał na froncie wojennym, gdy był wrzucony do masowego grobu.
Mimo obiekcji starca Thomas udaje się na ową wieś, gdzie zatrzymuje się u Marcsy, miejscowej nauczycielki. Podczas pierwszej nocy budzą go przeraźliwe odgłosy. Czując, że ktoś jest w środku rygluje drzwi. Nazajutrz przystępuje do pracy, lecz ma wrażenie że część trupów nie do końca jest martwa. Podczas wywoływania zdjęć dostrzega na nich niezidentyfikowane cienie. Podczas pracy dochodzi do pożaru jednego z domostw. Robi zdjęcia, gdzie ponownie widać cienie wokół.
Thomas nazywany przez wieśniaków „Tomásem” napotyka w wiosce coraz więcej nadprzyrodzonych zjawisk. Sądząc, że to on może być przyczyną, opuszcza wieś decyduje się odjechać, lecz mając sen o tym, że Anna jest atakowana przez siły nadprzyrodzone, wraca. Thomas i Anna będąca sierotą wychowaną przez schorowaną ciotkę, postanawiają dowiedzieć się prawdy. Część wieśniaków wyznaje, że widziała duchy. Thomas przygląda się zgromadzonym zwłokom w stodole, gdzie duchy chcą mu coś przekazać i dochodzi do coraz bardziej zaciekłych ataków.
Chcąc poznać motywy duchów Thomas postanawia ich głosy nagrać fonografem. Thomas wyznaje Annie, że na wojnie zmarł od wybuchu granatu, jednak w jakiś sposób wrócił do życia. Tą samą historią dzieli się z nim Anna, która podczas swych narodzin miała się udusić pępowiną. Duchy o sobie dają znać atakując Thomasa, Annę i jej przyjaciela Lacikę. Potem ustawiają się tak jak na zdjęciach. Wśród nich jest zjawa wyglądająca jak Anna. Nagrania zarejestrowały prośbę duchów skierowaną do Thomasa o zabranie do ich grobów.
Gdy Lacika i jego rodzina zostaje odnaleziona martwa, duchy w końcu atakują całą wieś, zabierają sędziego Imre do swej domeny i opętują ciotkę Anny powtarzającą słowa z nagrania. Wszyscy mieszkańcy chronią się w kościele oprócz Anny, którą duchy porywają. Thomas idzie do jej domu, by ratować dziewczynkę. Duchy chcą zabrać dusze tych, co mieli umrzeć. Dom zapada się pod ziemię i zalewa się wodą, ale Thomasowi udaje się wyciągnąć Annę, a sam się poświęca. Marcsa ratuje Thomasa, którego dusza jest w zaświatach o postaci starego domu. Prowadzi dusze innych i kładzie się obok ciała Anny, wracając do życia. Thomas opuszcza wieś wraz Anną. Podczas drogi słyszą krzyki z najbliższej wsi, co sugeruje że kolejne duchy dopominają się o zmarłych.

## Obsada
- Viktor Klem – Tomas
- Fruzsina Hais – Anna
- Judit Schell – Marcsa
- Andrea Ladányi – ciotka Anny
- Gábor Reviczky – stary żołnierz
- Zsolt Anger – Imre
- Gabriella Hámori – Emi
- András Balogh – Jóska
- Diána Kiss Magdolna – Jutka
- Nagy Mari – ciotka Keresztes
- Ildikó Tóth – Ilus
- Eszter Kiss – Zsuzsa
- Erik Gyarmati – Lacika
- Hajni Sziládi – Juli
- István Fazekas – ojciec zmarłej dziewczyny
- István Gőz – ojciec Gábor

Źródło:

## Premiera
Film otrzymał premierę 9 października 2020 roku na Warszawskim Międzynarodowym Festiwalu Filmowym. Węgierska premiera odbyła się 28 października 2021 roku. Szersza dystrybucja w Polsce rozpoczęła 5 grudnia 2021 roku.